# نقطه بحرانی (ریاضیات)

مختص افقی دایره‌های قرمز، نقاط سکون و مربع‌های آبی، نقاط عطف هستند.

در حساب دیفرانسیل و انتگرال، نقطهٔ بحرانی یک تابع با متغیرهای حقیقی، نقطه‌ای درونی در دامنه تابع است که آن تابع در آن نقطه مشتق‌پذیر نبوده یا مشتق آن برابر صفر باشد.
مقدار تابع در نقطه بحرانی، مقدار بحرانی آن تابع نامیده می‌شود. این تعریف به توابع با چند متغیر، نگاشت‌های مشتق‌پذیر بین Rm و Rn و خمینه‌های مشتق‌پذیر قابل تعمیم است.
ریشه‌های مشتق، نقاط بازگشتی، زاویه‌دار، ناپیوستگی و عطف قائم، همگی جزو نقاط بحرانی تابع محسوب می‌شوند اما نقاط ابتدا و انتها بازه  جزو نقاط بحرانی محسوب نمی‌شوند. در ضمن، اگر تابع {\displaystyle f\!} روی {\displaystyle [a,b]\!} تعریف شده باشد و نقطهٔ {\displaystyle c\!} درون این بازه، اکسترمم مطلق تابع روی این بازه باشد، آنگاه {\displaystyle c\!} نقطهٔ بحرانی {\displaystyle f\!} است. هر نقطهٔ اکسترمم نسبی {\displaystyle f\!} نقطهٔ بحرانی {\displaystyle f\!} نیز هست، در صورتیکه یک نقطهٔ بحرانی ممکن است نقطهٔ اکسترمم نسبی نباشد.